# Kazimierz Stanisław Kitnowski
Kazimierz Stanisław Kitnowski herbu Cholewa – chorąży pomorski w latach 1725–1735.
Jako poseł na sejm konwokacyjny 1733 roku z województwa pomorskiego był członkiem konfederacji generalnej zawiązanej 27 kwietnia 1733 roku na tym sejmie. Poseł województwa pomorskiego na sejm zwyczajny pacyfikacyjny 1735 roku.